# スチレン・ブタジエンゴム

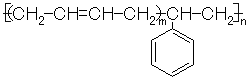
スチレン・ブタジエンゴムの構造式

スチレン・ブタジエンゴム (styrene-butadiene rubber) は代表的な合成ゴムであり、スチレンと 1,3-ブタジエンとの共重合体である。スチレンゴムあるいは SBR とも呼ばれる。
耐熱性、耐摩耗性、耐老化性、機械強度等に優れる一方、耐寒性や引き裂き強度においては他の汎用ゴムより劣る。品質が安定し良好な加工性を示すため、自動車用タイヤ材として最もよく使用される。現在、最も多量に生産されている合成ゴムである。
スチレン・ブタジエンゴムは、スチレンとブタジエンとの重合体に加硫することで得られる。スチレン含有率23.5%ものが主流である。スチレン・ブタジエンゴムの安定性はスチレンに含まれるベンゼン環に由来する。

## 製法
スチレンと 1,3-ブタジエンの共重合により得られる。これに加硫することによって弾性や強度を加える。スチレン含有量や加硫度によって品質を調節する。
m CH2=CH−CH=CH2 + n CH2=CHC6H5 → [-(CH2CH=CHCH2)m-CH2CH(C6H5)-]n
重合形式は、ラジカル重合である乳化重合と、アニオン重合である溶液重合とに大別される。乳化重合から得られたスチレン・ブタジエンゴムはESBRと呼ばれる。一方、溶液重合から得られたゴムはSSBRと呼ばれる。SSBRは、ESBRと比べポリマー設計の自由度が高いこともあり、近年開発が進められている。

## 歴史
スチレン・ブタジエンゴムは、1930年代にドイツで開発された。当時、第一次世界大戦後の増大するゴム需要から、先進各国では従来の天然ゴムに代わる人工のゴムを必要としており、合成ゴムの研究が進められていた。天然ゴムの主成分であるイソプレンゴムの構造を参考に開発された。製品は「ブナS (Buna S)」と名付けられ、ESBR方式で工業化された。その後、第二次世界大戦中にアメリカで政府管理の「合成ゴム計画 (Government Synthetic Rubber Program)」の下で "GR-S" として軍需用に大量生産された。
戦後、先進国における自動車の大衆的普及を通して需要が拡大しており、2013年の世界供給量は供給能力ベースで合成ゴム全体の約36%を占めるに至っている。

## 性質
耐水性、耐アルコール性、耐塩基性に優れるが、エーテル、トルエン、ベンゼンなど有機溶剤や、石油類、有機酸、高濃度の無機酸への耐性に乏しい。二重結合を有するため他のゴムと同様、強い酸化力を持つオゾンに弱い。
物的には特に耐摩耗性に優れ、強度特性も良好であるが、引き裂き強度、耐火性が低い。ガス透過性はほとんどない。耐用温度範囲はおよそ −60 から 100 ℃ で、弾性が若干低く、動的発熱が大きいことが欠点である。

## 用途
工業用品全般、とくに自動車用タイヤ、ホース、履物、防振ゴムなどに使用される。実タイヤでは他種のゴムと混合して使用することがほとんどである。

## S-SBR
分子構造を精密に変換できる特質から、タイヤに製品化した際の転がり抵抗やグリップ性能の機能が向上するため、低燃費タイヤの原料として知られる。
住友化学は、1977年からS-SBRの研究開発をはじめ、旭化成、ゼオンケミカルズとともにシンガポールのジュロン島においてS-SBRのプラントを開設し、世界最大の合成ゴム製造拠点の1つとなった。
S-SBRは、2014年現在経済産業省が定める機能性材料のモビリティ部門における高付加価値素材として位置づけられている。